# Jimmy Logie
Jimmy Loige (Edimburgo, 23 novembre 1919 – Londra, 30 aprile 1984) è stato un calciatore e allenatore di calcio scozzese, di ruolo attaccante.

## Carriera

### Club
Logie ha militato per gran parte della sua carriera nelle file dell'Arsenal, col quale ha collezionato un totale di 328 presenze e 76 reti. Con i gunners Logie ha vinto due campionati inglesi, una FA Cup e due Community Shield. In occasione della vittoria in FA Cup del 1950, Logie ha segnato le due reti che hanno permesso all'Arsenal di sconfiggere il Liverpool per due reti a zero.
Negli ultimi anni della sua permanenza all'Arsenal, Logie è stato il vice-capitano della squadra dietro a Joe Mercer.

### Nazionale
Logie è sceso in campo con la maglia della Scozia in una sola occasione, il 5 novembre 1952 in una partita contro l'Irlanda del Nord .

## Palmarès

### Giocatore

#### Competizioni nazionali
- Campionato inglese: 2

Arsenal: 1947-1948, 1952-1953
- Coppa d'Inghilterra: 1

Arsenal: 1949-1950
- Community Shield: 2

Arsenal: 1948, 1953
- Southern League: 1

Gravesend & Northfleet: 1957-1958